# Paradontophora brevamphida
Paradontophora brevamphida är en rundmaskart som först beskrevs av Timm 1952.  Paradontophora brevamphida ingår i släktet Paradontophora och familjen Axonolaimidae. Inga underarter finns listade i Catalogue of Life.